# Alopecosa kratochvili
Alopecosa kratochvili är en spindelart som först beskrevs av Schenkel 1963.  Alopecosa kratochvili ingår i släktet Alopecosa och familjen vargspindlar. Inga underarter finns listade i Catalogue of Life.